# Irish Masters
Irish Masters — профессиональный снукерный турнир. Берёт начало в 1978 году, однако стал рейтинговым только в сезоне 2002/03. До 2000 года игрался в Goffs, Co.Kildare. После того, как компания Benson & Hedges перестала быть титульным спонсором в 2001, турнир обрёл нового спонсора в лице правительства Ирландии и перебрался в The Citywest Hotel, Дублин.

## Из истории
По статистике, на турнире доминирует Стив Дэвис, выигрывавший его 8 раз.
В 1998 году ирландец Кен Доэрти проиграл финальный матч Ронни О'Салливану — 3:9, однако после обнаружения в крови О'Салливана следов марихуаны Доэрти был объявлен победителем.
В декабре 2005 WPBSA объявила, что турнир не будет включён в календарь сезона 2005/06. Они мотивировали это тем, что не были достигнуты соглашения с The Citywest Hotel и Radio Telefís Éireann (RTÉ) о сроках проведения турнира.
В марте 2007 трёхдневный нерейтинговый турнир, именованный Kilkenny Masters, был организован для 16 игроков, разыгравших Paul Hunter Trophy. И хотя это не было большим событием в мире бильярда, всё же оно привлекло очень большое внимание. В турнире были заявлены 9 игроков из Топ-16, 6 местных игроков и любимец публики Джимми Уайт. Четыре игрока с наивысшим рейтингом автоматически проходили в четвертьфинал, это Грэм Дотт, Ронни О'Салливан, Стивен Хендри и Кен Доэрти. К ним присоединились победители четырёх групп: Джон Хиггинс, Барри Хокинс, Джо Свэйл и Фергал О'Брайен. Четвертьфиналы игрались до пяти побед, полуфиналы — до шести, финал — до девяти. В финале встретились Ронни О'Салливан и Барри Хокинс, счёт 9:1 в пользу О’Салливана.
На последнем турнире (10 марта 2007) Ронни О'Салливан сделал максимальный брейк, который, однако, не был внесен WPBSA в список официальных. Причиной называлось несоответствие стола техническому регламенту.

## Победители
| Год                                           | Чемпион                                       | Финалист                                      | Счёт                                          | Сезон                                         |
| Benson & Hedges Irish Masters (нерейтинговый) | Benson & Hedges Irish Masters (нерейтинговый) | Benson & Hedges Irish Masters (нерейтинговый) | Benson & Hedges Irish Masters (нерейтинговый) | Benson & Hedges Irish Masters (нерейтинговый) |
| --------------------------------------------- | --------------------------------------------- | --------------------------------------------- | --------------------------------------------- | --------------------------------------------- |
| 1978                                          | Джон Спенсер                                  | Дуг Маунтджой                                 | 5:3                                           | 1977/78                                       |
| 1979                                          | Дуг Маунтджой                                 | Рэй Риардон                                   | 6:5                                           | 1978/79                                       |
| 1980                                          | Терри Гриффитс                                | Дуг Маунтджой                                 | 9:8                                           | 1979/80                                       |
| 1981                                          | Терри Гриффитс                                | Рэй Риардон                                   | 9:7                                           | 1980/81                                       |
| 1982                                          | Терри Гриффитс                                | Стив Дэвис                                    | 9:5                                           | 1981/82                                       |
| 1983                                          | Стив Дэвис                                    | Рэй Риардон                                   | 9:2                                           | 1982/83                                       |
| 1984                                          | Стив Дэвис                                    | Терри Гриффитс                                | 9:1                                           | 1983/84                                       |
| 1985                                          | Джимми Уайт                                   | Алекс Хиггинс                                 | 9:5                                           | 1984/85                                       |
| 1986                                          | Джимми Уайт                                   | Вилли Торн                                    | 9:5                                           | 1985/86                                       |
| 1987                                          | Стив Дэвис                                    | Вилли Торн                                    | 9:1                                           | 1986/87                                       |
| 1988                                          | Стив Дэвис                                    | Нил Фудс                                      | 9:4                                           | 1987/88                                       |
| 1989                                          | Алекс Хиггинс                                 | Стивен Хендри                                 | 9:8                                           | 1988/89                                       |
| 1990                                          | Стив Дэвис                                    | Деннис Тейлор                                 | 9:4                                           | 1989/90                                       |
| 1991                                          | Стив Дэвис                                    | Джон Пэррот                                   | 9:5                                           | 1990/91                                       |
| 1992                                          | Стивен Хендри                                 | Кен Доэрти                                    | 9:6                                           | 1991/92                                       |
| 1993                                          | Стив Дэвис                                    | Алан Макманус                                 | 9:4                                           | 1992/93                                       |
| 1994                                          | Стив Дэвис                                    | Алан Макманус                                 | 9:8                                           | 1993/94                                       |
| 1995                                          | Питер Эбдон                                   | Стивен Хендри                                 | 9:8                                           | 1994/95                                       |
| 1996                                          | Даррен Морган                                 | Стив Дэвис                                    | 9:8                                           | 1995/96                                       |
| 1997                                          | Стивен Хендри                                 | Даррен Морган                                 | 9:8                                           | 1996/97                                       |
| 1998                                          | Кен Доэрти                                    | Ронни О'Салливан                              | 3:9 *                                         | 1997/98                                       |
| 1999                                          | Стивен Хендри                                 | Стивен Ли                                     | 9:8                                           | 1998/99                                       |
| 2000                                          | Джон Хиггинс                                  | Стивен Хендри                                 | 9:4                                           | 1999/00                                       |
| Citywest Hotel Irish Masters (нерейтинговый)  |                                               |                                               |                                               |                                               |
| 2001                                          | Ронни О'Салливан                              | Стивен Хендри                                 | 9:8                                           | 2000/01                                       |
| 2002                                          | Джон Хиггинс                                  | Питер Эбдон                                   | 10:3                                          | 2001/02                                       |
| Citywest Hotel Irish Masters (рейтинговый)    |                                               |                                               |                                               |                                               |
| 2003                                          | Ронни О'Салливан                              | Джон Хиггинс                                  | 10:9                                          | 2002/03                                       |
| 2004                                          | Питер Эбдон                                   | Марк Кинг                                     | 10:7                                          | 2003/04                                       |
| Fáilte Ireland Irish Masters (рейтинговый)    |                                               |                                               |                                               |                                               |
| 2005                                          | Ронни О'Салливан                              | Мэттью Стивенс                                | 10:8                                          | 2004/05                                       |
| Kilkenny Irish Masters (нерейтинговый)        |                                               |                                               |                                               |                                               |
| 2007                                          | Ронни О'Салливан                              | Барри Хокинс                                  | 9:1                                           | 2006/07                                       |

- Ронни О’Салливан был лишён титула в 1998 (победа 9:3 над Кеном Доэрти) после положительного теста на марихуану.